# 6266 Letzel
A 6266 Letzel (ideiglenes jelöléssel 1986 TB3) a Naprendszer kisbolygóövében található aszteroida. Antonín Mrkos fedezte fel 1986. október 4-én.